# Об'ємний коефіцієнт пластової води
Об'ємний коефіцієнт пластової води (англ. volumetric fossile water coeffi cient (ratio); нім. Volumenkoeffi zient m des Schichtwassers) — параметр, який характеризується відношенням питомого об'єму води за пластових умов Vпл до питомого об'єму її в стандартних умовах Vст:
b = Vпл / Vст
тобто це відношення об'єму пластової води за пластових тиску і температури до об'єму розгазованої води за атмосферних
(звичайно стандартних) умов. Збільшення пластового тиску викликає зменшення об'ємного коефіцієнта, а ріст т-ри супроводжується його підвищенням. О.к.п.в. змінюється в дуже вузьких межах (0,99-1,06), що пов'язано з невеликою розчинністю газів у воді і протилежним впливом тиску і т-ри. Права межа відповідає високій температурі (121 °С) і низькому тиску, ліва − високому тиску (32 МПа).